# Паніно (селище, Поназирєвський район)
Паніно (рос. Панино) — селище в Поназирьовському районі Костромської області Російської Федерації.
Населення становить 17 осіб. Входить до складу муніципального утворення селище Поназирово.

## Історія
У 1962-1965 роках населений пункт належав до Шар'їнського району.
Від 2007 року входить до складу муніципального утворення селище Поназирово.

## Населення
| 2008 | 2010 | 2014 |
| ---- | ---- | ---- |
| 27   | ↘22  | ↘17  |